# Issiar Dramé
Issiar Dramé (Ivry-sur-Seine, 16 febbraio 1999) è un calciatore francese, difensore dell'Estrela Amadora.

## Carriera
Dramé è cresciuto nel settore giovanile dell'Olympique Lione, dove ha giocato acon la squadra riserve dal 2017 al 2020. Nel 2020 è stato ceduto a titolo definitivo all'Olimpik Donec'k, dove ha debuttato a livello professionistico il 24 ottobre nell'incontro di Prem"jer-liha perso 2-0 contro il Desna Černihiv.
Il 29 settembre 2021 è stato acquistato a titolo definitivo al N.Y. Red Bulls che lo ha assegnato alla propria seconda squadra. Al termine della stagione è rimasto svincolato e nel gennaio seguente è tornato in Ucraina al L'viv, senza però giocare alcun incontro.
Il 1º settembre 2022 è rientrato in Francia dove ha firmato con il Bastia. Il 6 luglio 2024 è stato acquistato dall'Estrela Amadora, club della prima divisione portoghese.

## Statistiche

### Presenze e reti nei club
Statistiche aggiornate al 27 ottobre 2024
| Stagione        | Squadra           | Campionato      | Campionato | Campionato | Coppe nazionali | Coppe nazionali | Coppe nazionali | Coppe continentali | Coppe continentali | Coppe continentali | Altre coppe | Altre coppe | Altre coppe | Totale | Totale | Totale |
| Stagione        | Squadra           | Comp            | Pres       | Reti       | Comp            | Pres            | Reti            | Comp               | Pres               | Reti               | Comp        | Pres        | Reti        | Pres   | Reti   |        |
| --------------- | ----------------- | --------------- | ---------- | ---------- | --------------- | --------------- | --------------- | ------------------ | ------------------ | ------------------ | ----------- | ----------- | ----------- | ------ | ------ | ------ |
| 2016-2017       | Olympique Lione   | CFA             | 1          | 0          | -               | -               | -               | -                  | -                  | -                  | -           | -           | -           | 1      | 0      |        |
| 2017-2018       | Olympique Lione   | N2              | 1          | 0          | -               | -               | -               | -                  | -                  | -                  | -           | -           | -           | 1      | 0      |        |
| 2018-2019       | Olympique Lione   | N2              | 9          | 0          | -               | -               | -               | -                  | -                  | -                  | -           | -           | -           | 9      | 0      |        |
| 2019-2020       | Olympique Lione   | N2              | 2          | 0          | -               | -               | -               | -                  | -                  | -                  | -           | -           | -           | 2      | 0      |        |
| 2020-2021       | Olympique Lione   | N2              | 3          | 0          | -               | -               | -               | -                  | -                  | -                  | -           | -           | -           | 3      | 0      |        |
| 2020-2021       | Olimpik Donec'k   | PL              | 18         | 0          | CU              | 1               | 0               | -                  | -                  | -                  | -           | -           | -           | 19     | 0      |        |
| 2021            | N.Y. Red Bulls II | USL             | 3          | 0          | -               | -               | -               | -                  | -                  | -                  | -           | -           | -           | 3      | 0      |        |
| gen.-giu. 2022  | L'viv             | PL              | 0          | 0          | CU              | 0               | 0               | -                  | -                  | -                  | -           | -           | -           | 0      | 0      |        |
| 2023-2024       | Bastia 2          | N3              | 1          | 0          | -               | -               | -               | -                  | -                  | -                  | -           | -           | -           | 1      | 0      |        |
| 2022-2023       | Bastia            | L2              | 6          | 1          | CF              | 1               | 0               | -                  | -                  | -                  | -           | -           | -           | 7      | 1      |        |
| 2023-2024       | Bastia            | L2              | 20         | 2          | CF              | 0               | 0               | -                  | -                  | -                  | -           | -           | -           | 20     | 2      |        |
| 2024-2025       | Estrela Amadora   | PL              | 4          | 0          | CP+CdL          | 0               | 0               | -                  | -                  | -                  | -           | -           | -           | 4      | 0      |        |
| Totale carriera | Totale carriera   | Totale carriera | 68         | 3          |                 | 2               | 0               |                    | -                  | -                  |             | -           | -           | 70     | 3      |        |